# جرد زارودنی
 جرد زارودنی(نام علمی: Meriones zarudnyi) نام یک گونه از زیرخانواده جربیل است.